# تقرير ماكبرايد

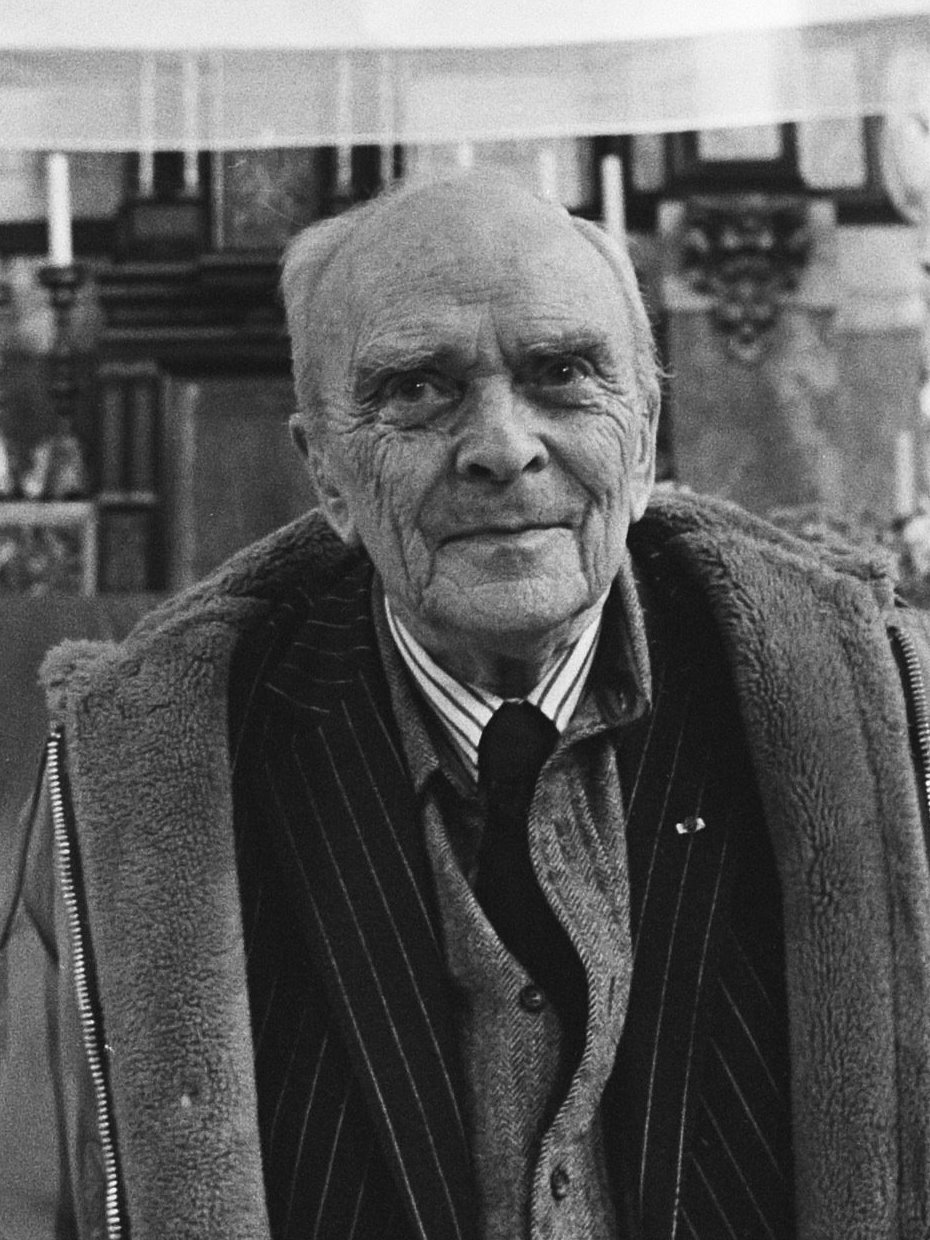
صورة شون ماكبرايد رئيس اللجنة

أصوات عديدة وعالم واحد المعروف أيضًا باسم تقرير ماكبرايد (بالإنجليزية: MacBride report)‏ هو تقرير تم كتابته في عام 1980 من قبل منظمة الأمم المتحدة للتربية والعلم والثقافة ( اليونسكو )، والتي تقدم تقاريرها إلى اللجنة الدولية لدراسة مشاكل الاتصال . تم تسمية تقرير ماكبرايد على اسم الحائز على جائزة نوبل الأيرلندي والناشط في مجال السلام وحقوق الإنسان، شون ماكبرايد ، وتم تكليفه بتحليل مشاكل الاتصال في المجتمعات الحديثة، وخاصة فيما يتعلق بوسائل الإعلام والأخبار، مع مراعاة ظهور تقنيات جديدة، واقتراح شكل من أشكال نظام الاتصال ( نظام المعلومات والاتصالات العالمي الجديد ) لتقليل العقبات التي تحول دون تحقيق المزيد من السلام والتنمية البشرية.
ورغم أن التقرير حظي بدعم دولي قوي، فقد أدانته الولايات المتحدة والمملكة المتحدة باعتباره هجوماً على حرية الصحافة، وانسحبت الدولتان من اليونسكو احتجاجاً في عامي 1984 و1985 على التوالي (ثم عادتا للانضمام إليها في عامي 2003 و1997 على التوالي).

## لجنة ماكبرايد
تأسست اللجنة الدولية لدراسة مشاكل الاتصال في عام 1977 من قبل مدير اليونسكو أحمدو مختار امبو بسبب الخلل الإعلامي بين الدول النامية والدول المتطورة/  وكان يرأس اللجنة (شون ماكبيرايد)  وكان لدى اللجنة الدولية أكثر من 50 مكتبًا حول العالم. وتم الاتفاق على أن يرأس اللجنة شون ماكبرايد من أيرلندا، وتم اختيار ممثلي اللجنة الدولية من 15 دولة أخرى. وتمت دعوتهم نظرا لدورهم في أنشطة الاتصال الوطنية والدولية، واختارتهم اليونسكو من بين الناشطين الإعلاميين والصحفيين والعلماء والمسؤولين التنفيذيين في وسائل الإعلام.
وكان أعضاء لجنة ماكبرايد هم:
- إيلي آبل (الولايات المتحدة الأمريكية)
- هوبير بوف ميري (فرنسا)
- إيليبي ما إيكونزو (زائير)
- غابرييل غارسيا ماركيز (كولومبيا)
- سيرجي لوسيف (الاتحاد السوفييتي)
- مختار لوبيس (إندونيسيا)
- مصطفى المصمودي (تونس)
- ميتشيو ناغاي (اليابان)
- فريد إسحاق أكبوروارو أومو (نيجيريا)
- بوجدان أوسولنيك (يوغوسلافيا)
- جمال العطيفي (مصر)
- يوهانس بيتر برونك (هولندا)
- خوان سومافيا (تشيلي)
- بوبلي جورج فيرغيز (الهند)
- بيتي زيمرمان (كندا)، بدلاً من المارشال ماكلوهان

## النتائج

خريطة العالم التي تمثل فئات مؤشر التنمية البشرية (بناءً على بيانات عام 2021، المنشورة في عام 2022)

ومن بين المشاكل التي حددها التقرير تركيز وسائل الإعلام، وتسويق وسائل الإعلام، وعدم المساواة في الوصول إلى المعلومات والاتصالات. ودعت اللجنة إلى دمقرطة الاتصال وتعزيز وسائل الإعلام الوطنية لتجنب الاعتماد على المصادر الخارجية، من بين أمور أخرى. وبعد ذلك، أصبحت التقنيات المعتمدة على الإنترنت ، والتي تم أخذها في الاعتبار في عمل اللجنة، بمثابة وسيلة لتعزيز رؤى ماكبرايد.[بحاجة لمصدر]</link>
وأشار تقرير ماكبرايد إلى أن هناك "طريقا ذا اتجاه واحد" للمعلومات . وعلى وجه الخصوص، انتقد تقرير ماكبرايد الصورة البصرية التي تبنتها وكالات الأنباء ووسائل الإعلام عن البلدان النامية في البلدان الغربية، التي كانت تتمتع بدرجة عالية من التصنيع . وقد أشار تقرير ماكبرايد إلى أن جودة "المحتوى الاتصالي" بدأت في توجيه الأكاديمية في الخطاب العلمي. 
قدمت اللجنة تقريراً أولياً في أكتوبر 1978 إلى المؤتمر العام العشرين لليونسكو في باريس . واستضافت الهند في نيودلهي في مارس/آذار 1979 الدورة المحورية للجنة المعنية بالتكنولوجيات الجديدة لمعالجة المشاكل التي تم تحديدها. وقد تم تسليم التقرير النهائي إلى امبو في أبريل 1980 وتمت الموافقة عليه بالإجماع في المؤتمر العام الحادي والعشرين لليونسكو في بلغراد . وقد تم حل اللجنة بعد تقديم تقريرها.

## ردود أفعال الدول الأعضاء في الأمم المتحدة
ونتيجة للجدل الدائر حول التقرير وسحب قيادة اليونسكو دعمها لأفكاره في ثمانينيات القرن العشرين، نفد الكتاب من الأسواق وأصبح من الصعب الحصول عليه. حتى أن كتاباً عن تاريخ الولايات المتحدة واليونسكو تعرض للتهديد بالإجراءات القانونية وأُرغم على تضمين إخلاء مسؤولية مفاده أن اليونسكو لم تكن متورطة بأي شكل من الأشكال في هذا الكتاب. وفي نهاية المطاف، أعاد رومان وليتل فيلد طباعة تقرير ماكبرايد في الولايات المتحدة، وهو متاح أيضًا مجانًا عبر الإنترنت.
وقد حظي التقرير بدعم دولي قوي. ومع ذلك، فقد أدانته الولايات المتحدة والمملكة المتحدة باعتباره هجوماً على حرية الصحافة.

## التأثير على المدى الطويل
وفي سبعينيات وثمانينيات القرن العشرين، حدثت تغييرات كبرى في وسائل الإعلام والاتصالات بفضل تقرير ماكبرايد. لقد عملوا على تعزيز السياسات الموجهة نحو تحرير سوق الاتصالات . القوى الاحتكارية وكذلك الميزة النسبية أو الهيمنة التي تتمتع بها هيئات البث الإذاعي والتلفزيوني، وكذلك شركات الصحف.
أيضاً ساهم التقرير في إنشاء وكالة أنباء بنال الأفريقية للإعلام عام 1983 وكانت تضم كل دول أفريقيا يشتركون بأخبار لها علاقة بأفريقيا، وأيضاً تأسست الوكالة الأمريكية اللاتينية للإعلام ALASEI.